# 11083 Caracas
11083 Caracas este un asteroid din centura principală de asteroizi.

## Descriere
11083 Caracas este un asteroid din centura principală de asteroizi. A fost descoperit pe 15 septembrie 1993 la Observatorul La Silla de Eric Walter Elst. El prezintă o orbită caracterizată de o semiaxă mare de 2,35 ua, o excentricitate de 0,10 și o înclinație de 4,7° în raport cu ecliptica.